# لين أوليفر (لاعب كرة قدم)
لين أوليفر (بالإنجليزية: Len Oliver)‏ (1 أغسطس 1905 في المملكة المتحدة - 1 يناير 1967) هو لاعب كرة قدم بريطاني (وحمل سابقاً جنسية المملكة المتحدة لبريطانيا العظمى وأيرلندا) في مركز نصف الجناح. شارك مع منتخب إنجلترا لكرة القدم. أما مع النوادي، فقد لعب مع نادي فولهام.

## وصلات خارجية
- لين أوليفر على موقع ناشيونال فوتبول تيمز (الإنجليزية)